# St. Michael (Eitlbrunn)

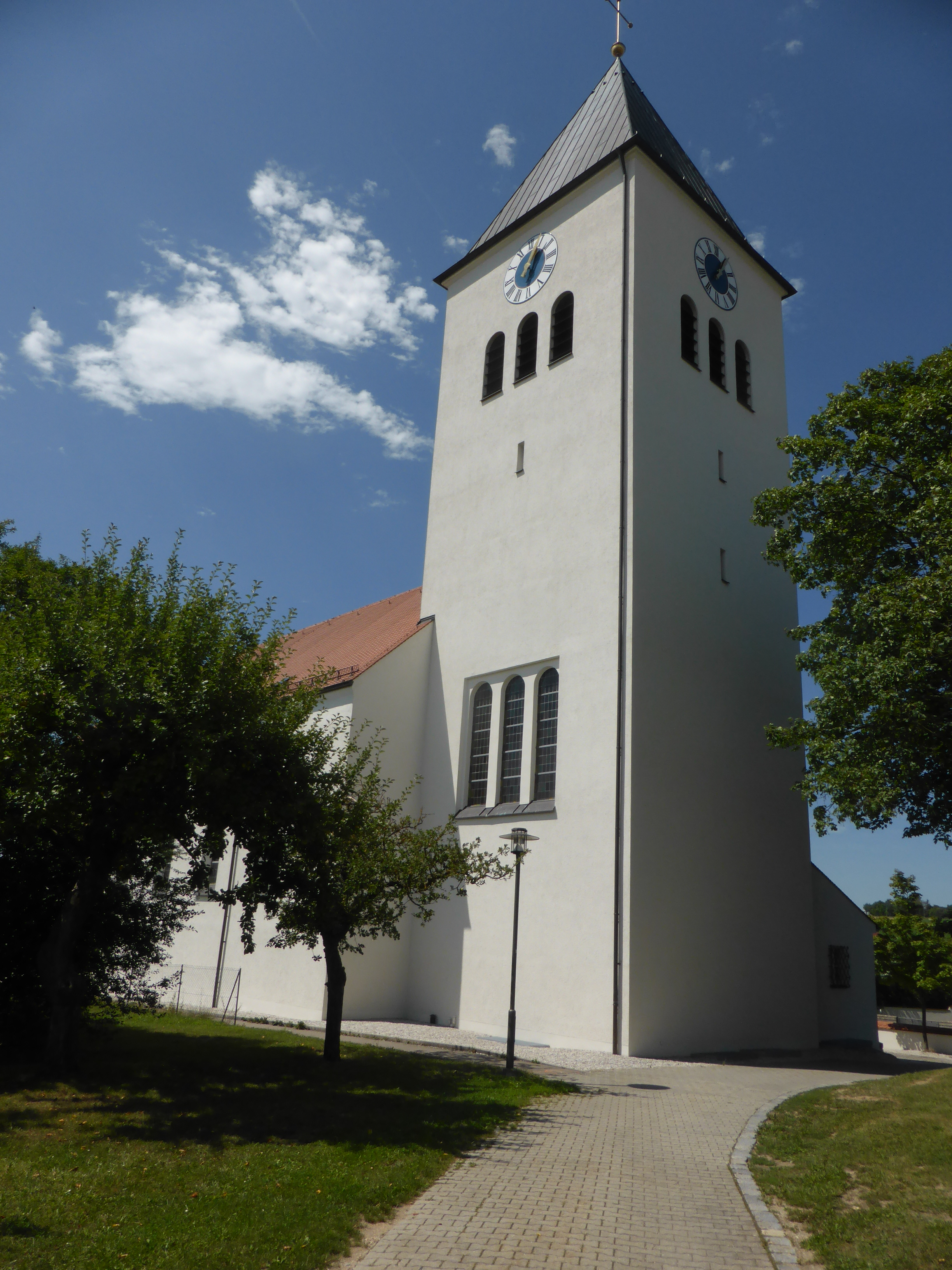
Pfarrkirche St. Michael in Eitlbrunn

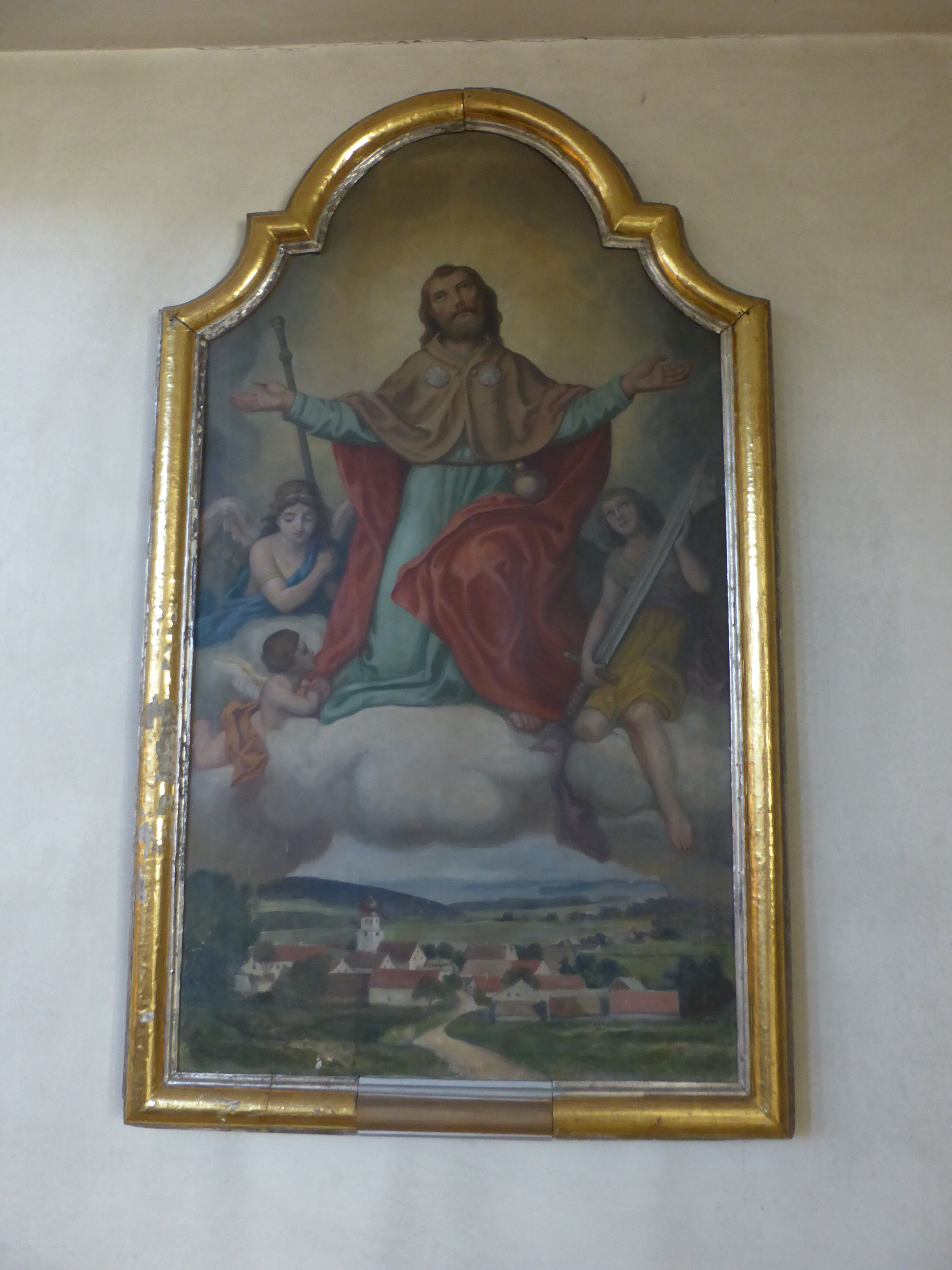
Hl. Jacobus in der Kirche St. Michael (Eitlbrunn)

St. Michael in Eitlbrunn ist die Pfarrkirche der katholischen Pfarrei Eitlbrunn, einem Ortsteil von Regenstauf. Die Kirche liegt in dem Oberpfälzer Landkreis Regensburg von Bayern (Kallmünzer Straße 30).

## Geschichte
Eitlbrunn besaß seit dem 14. Jahrhundert eine Sankt-Jacobs-Kirche (20 mal 7,5 m groß) mit einem Zwiebelturm. 1957 wurde der Turm der Kirche wegen Baufälligkeit bis zum Mittelgeschoss abgetragen und mit einem Notdach versehen. 1958 wurde beschlossen, ein neues und geräumigeres Gotteshaus zu errichten. Die 600 Jahre alte Kirche wurde daraufhin bis auf die Grundmauern abgetragen, von ihr ist heute nichts mehr zu sehen.
Die sehr schlicht gehaltene und vollständig neu errichtete St.-Michael-Chorturmkirche wurde 1959 unweit der früheren St.-Jacobus-Kirche von Eitlbrunn unter dem Pfarrkurator Georg Schmid errichtet. Architekt war Karl Albert Wirthensohn. Die Einweihung wurde am 11. Oktober 1959 durch Erzbischof Michael Buchberger vorgenommen, zugleich erfolgte ein Patroziniumwechsel.

## Ausgestaltung
Das Deckenfresko (11 mal 30 m groß) wurde von dem Regensburger Kunstmaler Erwin Schöppl gestaltet. Dargestellt wird die Huldigung der Welt vor Maria, über ihr schwebt die heilige Dreifaltigkeit. Am Rande werden verschiedene Themen dargestellt, die in enger Beziehung zu dem Hauptthema stehen (z. B. Erscheinung der Madonna von Lourdes, die Missionierung von Amerika und Afrika und Asien, der Engelssturz des Luzifer). Ein Großteil der Innenausstattung wurde von der Vorgängerkirche übernommen; dazu zählen der Hochaltar mit einer neuen Darstellung des heiligen Michael sowie die beiden Seitenaltäre (von denen der rechte nun mit einer Herz-Jesu-Statue ausgestattet ist, der linke enthält eine Marienfigur, vermutlich von Johann Valentin Bittner stammend).
Über der Orgelempore befindet sich ein Rundfenster, das ein von einem Strahlenkranz umschlossenes Auge Gottes darstellt. Die darunter liegenden Rundbogenfenster sind Darstellungen der Heiligen Notburga, Georg und Elisabeth. Unter der Empore befindet sich das frühere Altarbild, das den heiligen Jacobus, den früheren Schutzpatron des Ortes, zeigt (Entstehung um 1700).
Auch die vier Kirchenglocken stammen aus der Vorgängerkirche.
Die zweimanualige Orgel mit 14 Registern stammt aus dem Jahr 1960 und wurde von Michael Weise erbaut.

## Renovierungen
Der Kirchturm wurde Ende des 20. Jahrhunderts saniert, die Außenanlagen (einschließlich des nun in gedecktem Weiß gehaltenen Putzes des Kirchengebäudes) wurden 2011/2012 erneuert. Die Sakristei wurde 2013 grundlegend umgestaltet.